# Sâm Nhật Bản
Panax japonicus là một loài thực vật có hoa trong Họ Cuồng. Loài này được (T.Nees) C.A.Mey. miêu tả khoa học đầu tiên năm 1843.

## Phân bố
Loài này phân bố ở vùng núi của Hokkaido, Honshu, Shikoku và Kyushu ở Nhật Bản.